# International Aikido Federation
Die International Aikido Federation (IAF) ist der einzige weltweite Aikidō-Dachverband. Sie ist eng mit dem Aikikai Honbu Dōjō und der Familie Ueshiba verbunden.
Mitglieder des IAF können nur nationale Aikidō-Verbände werden, die vom Honbu Dōjō anerkannt sind. Allerdings kann pro Land nur eine Organisation Mitglied der IAF werden. Deswegen sind von den derzeit 53 vom Honbu Dōjō anerkannten Verbänden nur 43 Mitglied der IAF.
Der Aufgabe dieses Verbandes ist die Pflege und Entwicklung des Aikidō im Sinne von Ueshiba Morihei. Aus diesem Grund ist der Dōshū (Führer des Weges) des Honbu Dōjō auch der Präsident der IAF. Um die Ziele des Verbandes zu erreichen, wird regelmäßig ein internationaler Kongress abgehalten, auf dem auch die offiziellen Vertreter der IAF gewählt werden. Ein wichtiger Aspekt dieser Kongresse sind die bei dieser Gelegenheit veranstalteten internationalen Lehrgänge im Aikidō, die für alle Aikidōka offenstehen, auch wenn sie nicht Mitglied der IAF sind. Die Lehrgänge werden immer von verschiedenen hochrangigen Shihan (Lehrer) des Honbu Dōjō bzw. dessen internationalen Repräsentanten gehalten.

## Geschichte des IAF
Die IAF wurde im Jahre 1975 gegründet, der erste internationale Kongress wurde 1976 abgehalten. Im Jahre 1984 wurde die IAF Mitglied in der General Association of International Sports Federations (GAISF) und der International World Games Association (IWGA). Diese internationale Anerkennung war wichtig für den Verband, da dadurch Aikidō zum Bestandteil der World Games wurde und sich im internationalen Rahmen darstellen kann. Durch diese internationale Anerkennung trägt die IAF auch viel zur Kommunikation der nationalen Verbände untereinander bei und unterstützt nationale Verbände bei der Zusammenarbeit mit der Regierung ihres Landes
Seit 1989 in Karlsruhe nimmt Aikidō regelmäßig an den World Games teil.